# سیستم دفاع موشکی بالستیک ایجیس

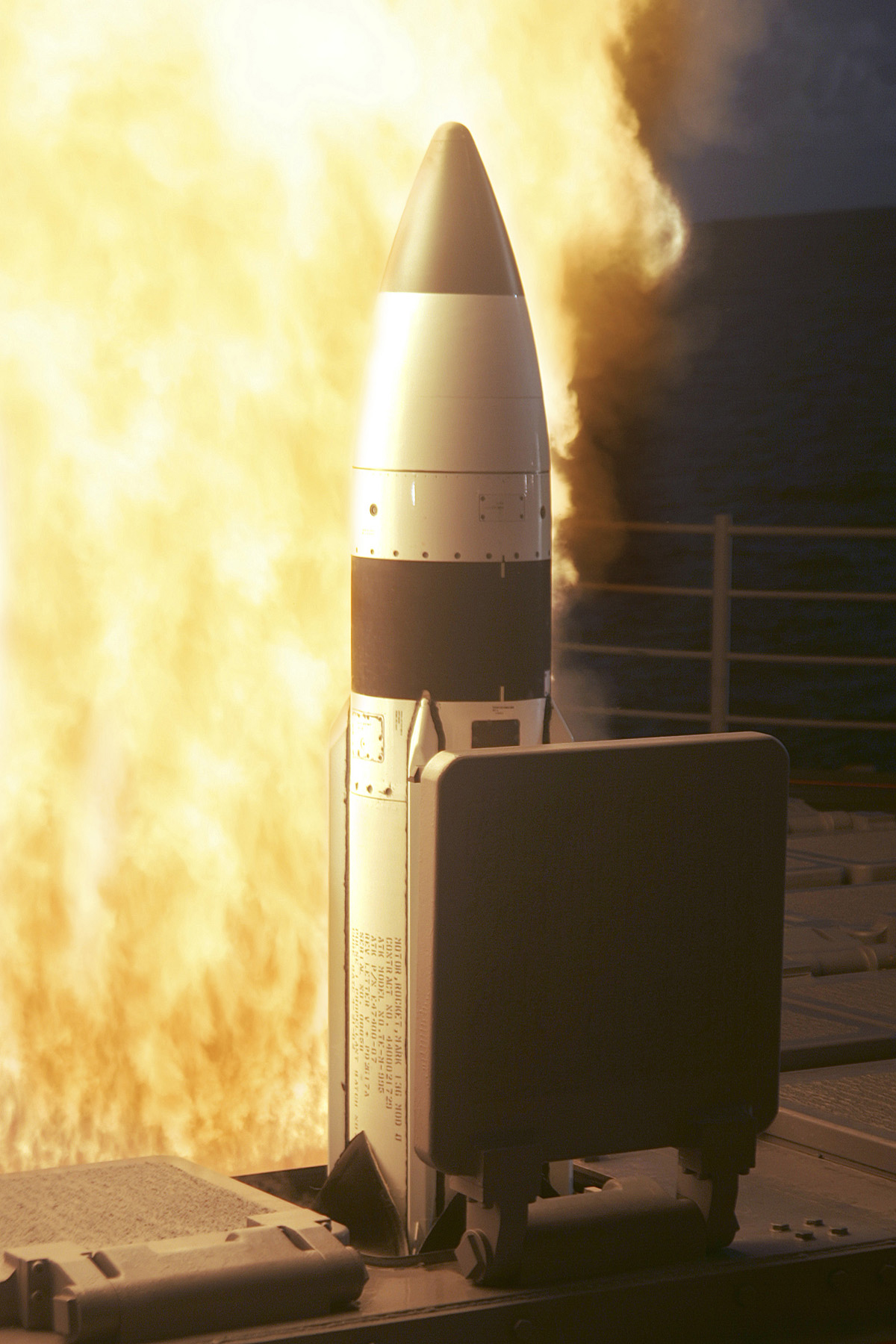
پرتاب موشک SM3 از کشتی جنگی مستقر در پرل هاربر، نوامبر ۲۰۰۵

سیستم دفاع موشکی بالستیک ایجیس یا (Aegis BMD یا ABMD) یک سامانهٔ دفاع در برابر موشک بالستیک با برد کوتاه و میان‌برد است که توسط کشور آمریکا به‌کار گرفته شده است. این برنامه بخشی از استراتژی دفاع موشکی ملی ایالات متحده و سیستم دفاع موشکی ناتو در اروپا می‌باشد.
ایجیس بی ام دی سامانه ای است که کشتی‌های جنگی را قادر می‌سازد تا موشک‌های بالستیک دشمن را منهدم کنند. این سیستم بر روی ناوشکن‌ها و ناوهای جنگی مستقر شده و برای هدف قرار دادن موشک‌های بالستیک در فاز میانه (یعنی پس از اتمام سوخت‌گیری موشک اما قبل از ورود مجدد به جو) طراحی شده است.
در این سامانه از موشک‌هایی مانند ریم-۶۷ استاندارد و ریم ۱۶۱ استاندارد ۳ و تاد استفاده شده است.